# Michael Wincott
Michael Anthony Claudio Wincott (ur. 21 stycznia 1958 w Toronto) – kanadyjski aktor, najbardziej znany z roli Top Dollara w filmie Kruk, jako Rene Ricard w dramacie Basquiat – Taniec ze śmiercią i Gary Soneji w W sieci pająka.

## Życiorys
Syn angielskiego imigranta z Blackpool Williama Wincotta, który pracował jako pracownik budowy, spawacz i sprzedawca, i włoskiej imigrantki z Mediolanu Lucii. Rodzice poznali się we Włoszech w czasie wojny i wyemigrowali do Kanady w 1952. Wychowywał się ze starszym bratem Jeffem (ur. 8 maja 1957) w dzielnicy Scarborough, w Ontario. Uczęszczał krótko do Cedarbrae Collegiate, a następnie na University of Toronto. W 1986 ukończył Juilliard School.
Na ekranie tworzy charakterystyczne rozpoznawalne drugoplanowe role, często gra czarne charaktery. W dramacie Olivera Stone’a Rozmowy radiowe (Talk Radio, 1988) na podstawie scenariusza Erica Bogosiana wystąpił w roli błogiego metalowca. W obrazie Robin Hood: Książę złodziei (1991) jako odziany w końską skórę sir Guy Gisbourne wędrował po lesie Sherwood i został wynajęty przez Szeryfa (Alan Rickman), by zabił Robin Hooda (Kevin Costner). W ekranizacji powieści Aleksandra Dumasa Trzej muszkieterowie (1993) pojawił się w roli kapitana Rocheforta. W filmie kryminalnym fantasy Kruk (1994) jako zły przestępca Top Dollar wypowiadał kwestię W każdym z nas siedzi diabeł i nie spoczniemy, póki go nie znajdziemy. W obrazie sci-fi Obcy: Przebudzenie (1997) odtwarzał postać Elgyna, kapitana niezarejestrowanego pirackiego statku „Betty”, którego załoga stanęła w obronie Call (Winona Ryder). Zagrał także producenta muzycznego Paul A. Rothchild w dramacie biograficznym Olivera Stone’a Doors (1991), poetę René Ricarda, mentora Jeana-Michela Basquiata w dramacie biograficznym Basquiat – Taniec ze śmiercią (1996), Michaela Kordę w komedii kryminalnej Metro: Gliniarz z metropolii (1997) oraz sadystycznego dyrektora więzienia w adaptacji powieści Aleksandra Dumasa Hrabia Monte Christo (2002). W serialu internetowym Veni Vidi Vici (2017) wystąpił jako Georgina, transpłciowa była reżyserka filmów porno, która przeżyła ciężkie czasy i obecnie pracuje jako operator filmowy.

## Filmografia
- An American Christmas Carol (1979) jako prowadzący chór
- Dziki Koń Hank (1979, Wild Horse Hank) jako Charlie Connors
- Title Shot (1979)
- The Family Man (1979) jako Charlie
- Nothing Personal (1980) jako Peter
- W kręgu dwojga (1980, Circle of Two) jako Paul
- Bilet do nieba (1981, Ticket to Heaven) jako Gerry
- Odsłony (1983, Curtains) jako Matthew
- Sycylijczyk (1987, The Sicilian) jako Silvestro Canio
- Rozmowy radiowe (1988, Talk Radio) jako Kent/Joe/Michael (głos)
- Ogary Broadwayu (1989, Bloodhounds of Broadway) jako Soupy Mike
- Suffering Bastards (1989) jako Chazz
- Urodzony 4 lipca (1989, Born on the Fourth of July) jako weteran w Villa Dulce
- The Tragedy of Flight 103: The Inside Story (1990) jako Ulrich Weber
- Robin Hood: Książę złodziei (1991, Robin Hood: Prince of Thieves) jako Guy z Gisborne
- Doors (1991, The Doors) jako Paul Rothchild
- 1492. Wyprawa do raju (1992, 1492: Conquest of Paradise) jako Moxica
- Trzej muszkieterowie (1993, The Three Musketeers) jako Rochefort
- Krwawy Romeo (1993, Romeo Is Bleeding) jako Sal
- Kruk (1994, The Crow) jako Top Dollar
- Truposz (1995, Dead Man) jako Conway Twill
- Dziwne dni (1995, Strange Days) jako Philo Gant
- Czarne Pantery (1995, Panther) jako Tynan
- Basquiat – Taniec ze śmiercią (1996, Basquiat) jako Rene Ricard
- Obcy: Przebudzenie (1997, Alien: Resurrection) jako Elgyn
- Metro: Gliniarz z metropolii (1997, Metro) jako Michael Korda
- Przymierze z bronią (1998, Gunshy) jako Frankie McGregor
- Hidden Agenda (1998) jako Larry Gleason
- Zanim zapadnie noc (2000, Before Night Falls) jako Herberto Zorilla Ochoa
- W sieci pająka (2001, Along Came a Spider) jako Gary Soneji
- The Red Phone: Manhunt (2001) jako Van Eyck
- Hrabia Monte Christo (2002, The Count of Monte Cristo) jako Dorleac
- Planeta skarbów (2002, Treasure Planet) jako Scroop (głos)
- Remembering Charlie (2003) jako Richard Aiken
- Zabić prezydenta (2004, The Assassination of Richard Nixon) jako Julius Bicke
- Krew za krew (Seraphim Falls, 2006) jako Hayes
- Hitchcock (2012) jako Ed Gein
- Ghost in the Shell (2017) jako dr Osmond